# 阿拉纳拉切
阿拉纳拉切（西班牙語：Aranarache）是西班牙纳瓦拉的一个市镇。总面积4平方公里，总人口93人（2001年），人口密度23人/平方公里。